# Berta Alves de Sousa
Berta Alves de Sousa (8 avril 1906 — 1er août 1997) est une pianiste et compositrice portugaise .

## Biographie
Candida Berta Alves de Sousa est née à Liège, en Belgique, le 8 avril 1906 de parents originaires de Porto,. Elle grandit à Porto, au Portugal. Elle étudie la musique avec Moreira de Sa, Luis Costa, Lucien Lambert et Claudio Carneyro au conservatoire de musique de Porto (pt) d'où elle sort diplômée en 1942,. Elle poursuit ses études à Paris avec Wilhelm Backhaus et Theodor Szántó (en) pour le piano, avec George Mingot pour la composition,. Elle perfectionne son piano à Lisbonne avec Vianna da Motta (élève de Liszt). Elle a également étudié la direction d'orchestre avec Clemens Krauss à Berlin et avec Pedro de Freitas Branco à Lisbonne,,. Elle suit les cours d'interprétation d'Alfred Cortot à Paris et de didactique musicale d'Edgar Willems à Porto.
Après avoir terminé ses études Alves de Sousa prend un poste d'enseignante de musique de chambre au Conservatoire de musique de Porto en 1946  (elle deviendra plus tard présidente du conservatoire) et en 1949 y dirige une classe de piano,. 
Elle a réalisé de nombreux récitals et concerts de piano en solo, a été accompagnatrice et chef d'orchestre. Elle a également travaillé comme critique musicale pour le journal O Primeiro de Janeiro (pt) à Porto. En 1941 elle remporte le Prix Moreira de Sá créé par l'Orphéon Portuense. 
Alves de Sousa meurt à Porto le 1er août 1997. Ses papiers sont conservés au Conservatoire de musique de Porto.

## Œuvres
Alves de Sousa a composé de la musique de chambre, de la musique chorale et des œuvres symphoniques dans un courant esthétique plutôt impressionniste, utilisant aussi la polytonalité,. Elle a également expérimenté la Symétrie sonore auprès du développeur de la méthode, le compositeur Fernando Corrêa de Oliveira (en),. 
- Vasco de Gama, poème symphonique (1936), créé par l'orchestre symphonique de Porto sous sa direction
- Dança exotica, pièce symphonique (1938), créé par l'orchestre symphonique de Porto sous sa direction
- Abreu Albano
- Teixeira de Pascoaes
- Há no Meu Peito uma Porta (Dans ma poitrine il y a une porte)
- Canção Marinha
- Três Prelúdios (Trois préludes)

### Discographie
- Compositores do Porto do Séc. XX , Canto et Piano
- Numérica 1999, Sofia Lourenço, Compositores Portugueses Contemporâneos[4]